# The Matrix Revolutions (2003.)
The Matrix Revolutions je američki znanstvenofantastični akcijski film i treći nastavak trilogije The Matrix. Film se počeo prikazivati šest mjeseci nakon The Matrix Reloaded. Film su napisali i režirali Lana i Andy Wachowski i istovremeno se pojavio u 60 zemalja 5. studenog 2003.  Unatoč činjenici da je film zadnji nastavak serijala, priča o Matrici se nastavila u videoigri The Matrix Online.
Revolutions je drugi film sa živom (neanimiranom) akcijom koji se istovremeno pojavio i u običnim kinima i u kinima sa standardom IMAX.

## Radnja
Neo i Bane leže bez svijesti u bolnici hoverkrafta Mjolnir. U međuvremenu Neo otkriva da je njegov um zatočen u virtualnoj stanici metroa – prijelaznoj zoni između Matrice i Grada Strojeva. Susreće "obitelj" programa, uključujući djevojčicu Sati, čiji otac kaže Neu da je metro pod kontrolom Trainmana, izgnanog programa odanog Merovingianu. Kad se Neo pokuša ukrcati na vlak s obitelji, Trainman ga odbija i savlada.
Seraph kontaktira Morpheusa i Trinity u ime Oracle, koja ih informira o Neovom zatočeništvu. Seraph, Morpheus i Trinity ulaze u klub Hel, gdje se suočavaju s Merovingianom i prisile ga da pusti Nea. Uznemiren vizijama Grada Strojeva, Neo posjećuje Oracle, koja otkriva da agent Smith namjerava uništiti i Matricu i stvarni svijet. Ona konstatira da "sve što ima početak, ima i kraj" te da će se rat završiti. Nakon što Neo ode, velika grupa Smithova asimilira Sati, Serapha i Oracle (koja se ne odupire), dobivši njenu moć predviđanja.
U stvarnom svijetu, posada Nabukodonosora i Mjolnira pronađe i ponovo aktivira Niobein brod, Logos. Ispitaju Banea, koji tvrdi da se ne sjeća ranijeg masakra. Kapetani planiraju obranu Ziona, te Neo zatraži brod da otputuje u Grad Strojeva. Motivirana susretom s Oracle (opisan u videoigri Enter The Matrix), Niobe mu ponudi Logos. Neo odlazi u društvu Trinity. Bane, koji se potajno ukrcao na Logos, uzima Trinity za taoca. Neo shvaća da je Banea asimilirao Smith. Bane oslijepi Nea kablom; međutim, Neo otkriva sposobnost da vidi svijet kao zlatno svjetlo. Neo ubija Banea i Trinity ih odveze u Grad Strojeva. Niobe i Morpheus se zapute u Zion s Mjolnirom da pomognu ljudskoj obrani protiv Sentinela. U Zionu, smrtno ranjeni kapetan Mifune upućuje Kida da otvori vrata Mjolniru. Kad pristigne, ispušta elektromagnetski puls, čime onesposobi Sentinele, ali i preostalu obranu. Ljudi su prisiljeni povući se i čekati sljedeći napad za koji vjeruju da je njihova zadnja obrana. Nea i Trinity napadnu strojevi, čime sruše Logos na Grad Strojeva. Udarac ubije Trinity.
Neo ulazi u Grad Strojeva i sreće njihovog vođu po imenu "Deus Ex Machina". Neo se, upozorivši da Smith planira osvojiti oba svijeta, ponudi da zaustavi Smitha u zamjenu za mir sa Zionom. Vođa pristane i Sentineli prestanu napadati Zion. Strojevi omoguće Neu vezu s Matricom. Neo otkriva da je Smith asimilirao sve stanovnike. Istupa Smith, s Oracleinim moćima, te tvrdi da je predvidio svoju pobjedu. Nakon oduže borbe, Neo namami Smitha da ga asimilira. Vođa strojeva pošalje nalet energije u Neovo tijelo čime su Smithovi uništeni. U stvarnom se svijetu Sentineli povlače iz Ziona, Neovo tijelo odnesu strojevi, a Morpheus i Niobe se zagrle.
Matrica se ponovno pokrene i Architect susreće Oracle u parku. Slože se da će mir trajati "koliko dugo može", te da će svim ljudima biti ponuđena mogućnost da napuste Matricu. Oracle kaže Sati da misli da će ponovno vidjeti Nea. Seraph upita Oracle da li je znala što će se dogoditi, a ona odgovara da nije znala, ali je vjerovala.

## Uloge
| - Keanu Reeves - Neo - Laurence Fishburne - Morpheus - Carrie-Anne Moss - Trinity - Hugo Weaving - agent Smith - Nathaniel Lees - kapetan Mifune - Jada Pinkett Smith - Niobe - Harry Lennix - zapovjednik Lock - Harold Perrineau - Link | - Mary Alice - Oracle - Helmut Bakaitis - Architect - Lambert Wilson - Merovingian - Monica Bellucci - Persephone - Tanveer K. Atwal - Sati - Collin Chou - Seraph - Nona Gaye - Zee - Ian Bliss - Bane | - Gina Torres - Cas - Cornel West - savjetnik West - Bernard White - Rama-Kandra - Anthony Wong - Ghost - Anthony Zerbe - savjetnik Hamann - Bruce Spence - Trainman - Tharini Mudaliar - Kamala - Maurice J. Morgan - vojnik na tornju |

Gloria Foster, koja je glumila Oracle u prvom i drugom filmu, preminula je prije dovršetka trećeg filma. Zamijenila ju je glumica Mary Alice. U radnji filma se upućuje na njezin drugačiji izgled, a redatelji su izjavili da su ranije slučajno istraživali takvu promjenu dok su razvijali scenarij.

## Produkcija
Revolutions se snimao istovremeno s prethodnikom, The Matrix Reloaded i sekvencama uživo za videoigru Enter the Matrix. Snimanje se odvijalo većinom u studijima Fox u Sydneyu.
Montažu zvuka za trilogiju je dovršio Danetracks u Zapadnom Hollywoodu u Kaliforniji.
Za razliku od svojih prethodnika, u filmu je iskorišteno jako malo "izvornih" pjesama. Osim glazbe Dona Davisa, koji je opet surađivao s Juno Reactorom, pojavljuje se samo jedna vanjska pjesma (trija redatelja Toma Tykwera, Pale 3).
Iako se Davis rijetko fokusira na energične melodije, pojavljuju se poznati lajtmotivi. Npr. ljubavna tema Nea i Trinity, - koja se nakratko pojavljuje u dva prethodna filma -, napokon je u potpunosti proširena u "Trinity Definitely"; tema s dokova Ziona u Reloadedu vraća se kao "Men in Metal", a energično bubnjanje iz čajane u kojoj se odvija borba između Nea i Serapha u Reloadedu otvara "Tetsujin", dok se Seraph, Trinity i Morpheus bore protiv trojice vratara kluba Hel.
Glavna borbena tema "Neodämmerung" (referenca na Götterdämmerung [Sumrak bogova] Wagnera) sadrži odlomke zborskog pjevanja (šloke) iz Upanišada. Refren se može grubo prevesti sa Sanskrta kao: "vodi nas iz neistine u istinu, vodi nas iz tame u svjetlo, vodi nas iz smrti u besmrtnost, mir mir mir". Davis je dobio odlomke od redatelja kad im je rekao da će biti beskorisno za tako veliki zbor da pjevaju samo "ooh" i "aah" (prema komentaru na DVD-u, Davis je mislio da bi se dramski učinak mogao izgubiti da zbor pjeva samo "To je izabrani, pogledajmo što možemo učiniti" na običnom engleskom. Ti odlomci su se vratili u raspletu filma i u Navrasu, koji se pojavljuje u odjavnoj špici (koji se može smatrati slobodnim remiksom "Neodämmerunga").

## Kritike
Budžet filma je iznosio otprilike 110 milijuna dolara, zaradivši preko 139 milijuna dolara u Sjevernoj Americi i otprilike 427 milijuna u svijetu, približno pola zarade Reloadeda sveukupno. Revolutions je bio izdan na DVD-u i VHS-u 6. travnja 2004., na čemu je zaradio 116 milijuna.
Film je dobio većinom negativne kritike. Dobio je ocjenu od 36% na Rotten Tomatoesu (s ocjenom od 25% s filtriranim recenzijama za "Top Critics"). Prosječna ocjena na Metacriticu je 47/100.
Revolutions je zaradio 83.8 milijuna u prvih pet dana prikazivanja u Sjevernoj Americi.
Film je dobio kritike zbog antiklimaksa u naraciji.  Zatim, neki kritičari su smatrali film manje filozofski dvoznačnim od Reloadeda. Kritičari su s poteškoćom pronalazili zaključak koji se odnosi na događaje iz Reloadeda, i općenito su bili nezadovoljni. Zarada filma je pala 66% tijekom drugog tjedna prikazivanja.